# کل‌فرج
کل‌فرج (به ترکی آذربایجانی: Kəlfərəc) یک منطقهٔ مسکونی در جمهوری آذربایجان است، که در شهرستان اسماعیللی واقع شده‌است.
کل در این نام، کوتاه‌شده واژه کربلایی است.